# Сельдара
Сельдара (тадж. Селдара) — река протекающая по территории Мургабского района Горно-Бадахшанской автономной области Таджикистана. Одна из двух составляющих Муксу. Основные крупные притоки —
Баляндкиик и Каинды (оба правые).
Длина — 19 км. Площадь водосбора — 3290 км². Количество притоков имеющих длину менее 10 км — 11, общая длина которых составляет 21 км. Расход воды в летнее время достигает 300 м/с.
Берёт начало из самого длинного ледника в Евразии — Федченко. В этом же районе принимая свой первый и самый крупный правый приток Баляндкиик, река течёт в северном направлении. Далее, перед Заалайским хребтом русло реки меняет направление с северного на западное, и на высоте 2745 метров над уровнем моря принимает свой второй по величине правый приток Каинды. Сливаясь с рекой Сауксой образует реку Муксу